# Intellipedia

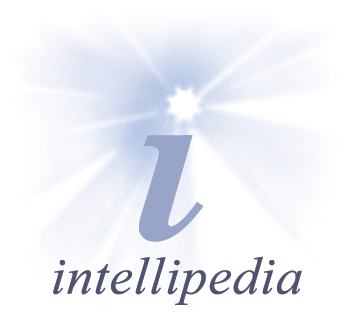
Logo der Intellipedia

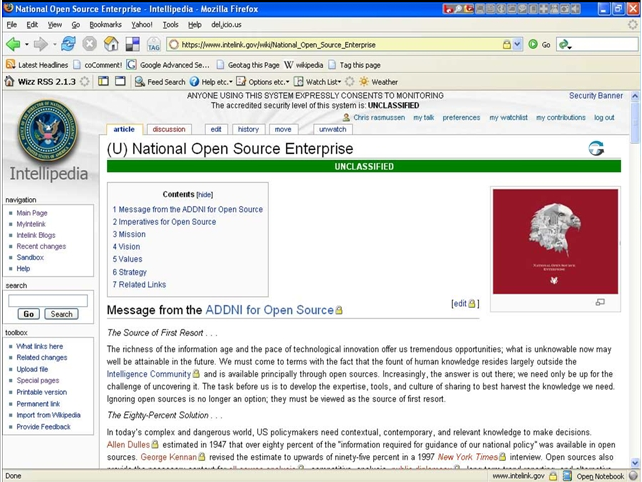
Screenshot

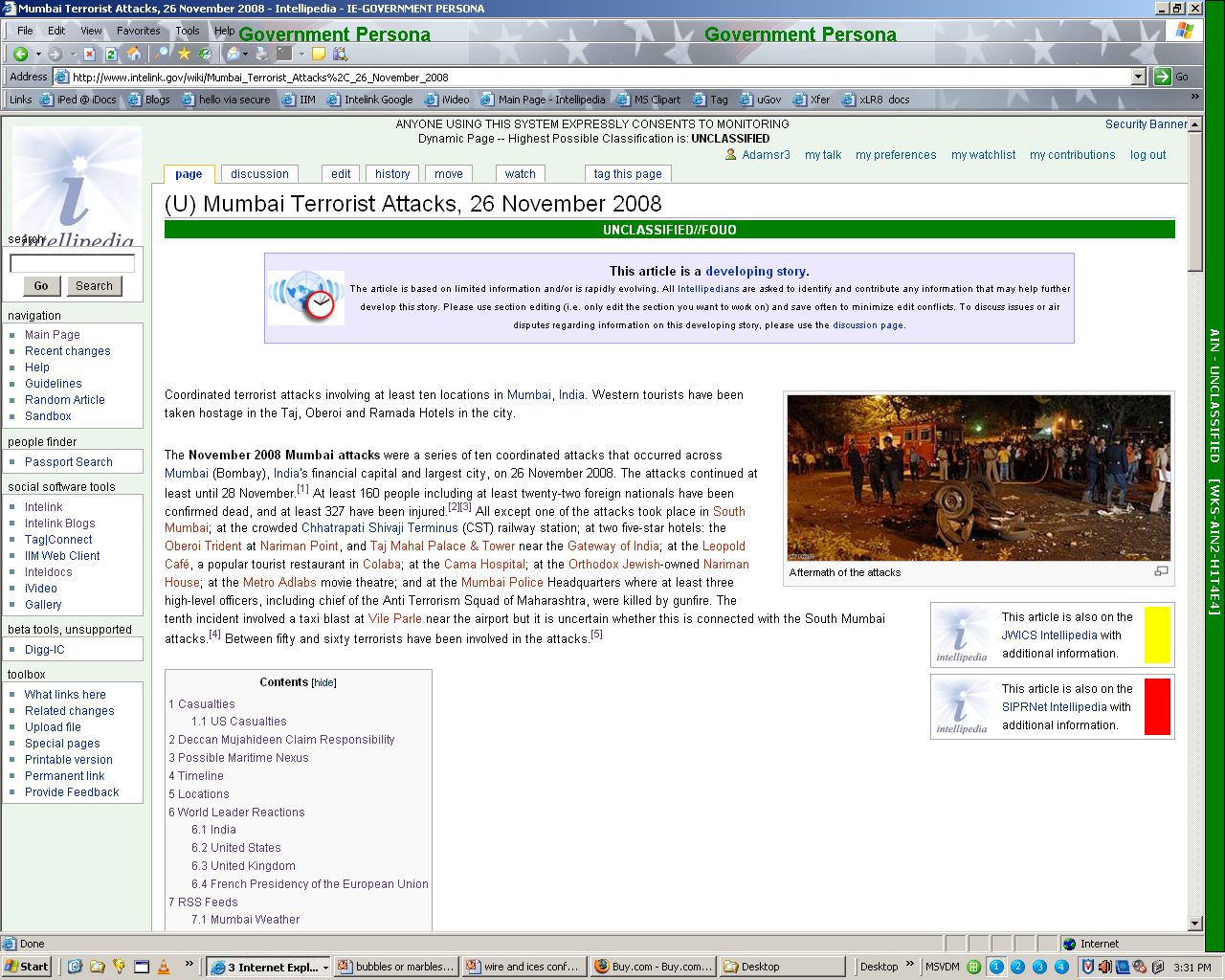
Beispielseite: Anschläge November 2008 in Mumbai

Die Intellipedia ist ein auf Basis des Wiki-Prinzips entwickeltes Informationsnetzwerk der Geheimdienste der USA, die in der United States Intelligence Community zusammengefasst sind. Zu den Initiatoren des Projektes zählen Sean P. Dennehy und Don Burke vom CIA. Beide wurden dafür 2009 mit der „Service to America Medal“ ausgezeichnet. Offizieller Start der Intellipedia war der 17. April 2006. Betrieben wird Intellipedia unter Führung des Director of National Intelligence.
Im April 2008 hatte Intellipedia mehr als 35.000 registrierte Benutzer und 48.000 Artikel, sowie insgesamt mehr als 200.000 Gesamtseiten, darunter auch Notizen und Erörterungen administrativer Probleme. Im April 2009 hatte Intellipedia  mehr als 600 aktive Autoren, die pro Tag typischerweise 5.000 Bearbeitungen vornahmen.
Das Projekt wurde ursprünglich von der CIA ins Leben gerufen. Der Geheimdienst suchte nach alternativen Informationsverarbeitungen. Anlass hierfür war die Fehlannahme über die Existenz von Massenvernichtungswaffen im Irak im Vorfeld des Irakkriegs. Man kam zu der Erkenntnis, dass die öffentlichen digitalen Netzwerke bei der Erfassung und Verarbeitung von Informationen den herkömmlichen Techniken der Behörden überlegen sind. Das Wiki-Prinzip unterscheidet sich von der herkömmlichen Verfahrensweise auch dadurch, dass die Veröffentlichung der Informationen einer Bearbeitung vorausgeht. Dadurch erhofft man sich einen schnelleren Erkenntnisgewinn.
Das Informationsnetzwerk auf Basis der MediaWiki-Software ist ausschließlich über das US-Geheimdienst-Netzwerk Joint Worldwide Intelligence Communications System verfügbar und der Öffentlichkeit nicht zugänglich. Ziel des Projektes ist es, dass möglichst viele Meinungen eingebracht werden, um daraus einen zwischenbehördlichen Konsens zu formen.

## Belege
1. ↑  2009 "Service to America Medal Recipients". CIA, 23. September 2009, archiviert vom Original (nicht mehr online verfügbar) am 30. April 2015; abgerufen am 4. Januar 2010.
2. ↑  "Intellipedia Marks Second Anniversary". CIA, 20. März 2008, archiviert vom Original (nicht mehr online verfügbar) am 11. Februar 2009; abgerufen am 4. Januar 2010.
3. ↑  "Intellipedia Celebrates Third Anniversary with a Successful Challenge". CIA, 29. April 2009, archiviert vom Original am 26. Oktober 2009; abgerufen am 4. Januar 2010.
4. ↑  web.de – Wikipedia für Geheimdienste (Memento vom 2. Dezember 2006 im Internet Archive), Stand: 10. November 2006.